# Риб-Лейк (містечко, Вісконсин)
Риб-Лейк (англ. Rib Lake) — місто (англ. town) в США, в окрузі Тейлор штату Вісконсин. Населення — 763 особи (2020).

## Демографія
Згідно з переписом 2010 року, у місті мешкали 852 особи в 350 домогосподарствах у складі 240 родин. Було 605 помешкань
Расовий склад населення:
| - 95,5 % — білих - 0,9 % — азіатів - 0,6 % — корінних американців - 0,2 % — чорних або афроамериканців - 1,2 % — осіб інших рас |

До двох чи більше рас належало 1,5 %. Частка іспаномовних становила 5,3 % від усіх жителів.
За віковим діапазоном населення розподілялося таким чином: 23,1 % — особи молодші 18 років, 62,3 % — особи у віці 18—64 років, 14,6 % — особи у віці 65 років та старші. Медіана віку мешканця становила 42,7 року. На 100 осіб жіночої статі у місті припадало 111,9 чоловіків;  на 100 жінок у віці від 18 років та старших — 114,8 чоловіків також старших 18 років.
Середній дохід на одне домашнє господарство  становив 66 252 долари США (медіана — 59 821), а середній дохід на одну сім'ю — 75 426 доларів (медіана — 70 500). Медіана доходів становила 38 693 долари для чоловіків та 31 250 доларів для жінок. За межею бідності перебувало 6,8 % осіб, у тому числі 8,3 % дітей у віці до 18 років та 10,1 % осіб у віці 65 років та старших.
Цивільне працевлаштоване населення становило 411 осіб. Основні галузі зайнятості: освіта, охорона здоров'я та соціальна допомога — 23,6 %, виробництво — 23,1 %, сільське господарство, лісництво, риболовля — 17,0 %, мистецтво, розваги та відпочинок — 11,2 %.